# Giro d'Oro 2006
Il Giro d'Oro 2006, ventiquattresima edizione della corsa e valida come evento dell'UCI Europe Tour 2006 categoria 1.1, si svolse il 16 aprile 2006 su un percorso totale di circa 192 km. Fu vinto dall'italiano Damiano Cunego che terminò la gara in 4h42'00", alla media di 40,851 km/h.
Al traguardo 107 ciclisti portarono a termine il percorso.

## Ordine d'arrivo (Top 10)
| Pos. | Corridore           | Squadra              | Tempo    |
| ---- | ------------------- | -------------------- | -------- |
| 1    | Damiano Cunego      | Lampre               | 4h42'00" |
| 2    | Giuseppe Palumbo    | Acqua & Sapone       | s.t.     |
| 3    | Luca Mazzanti       | Panaria              | s.t.     |
| 4    | Rinaldo Nocentini   | Acqua & Sapone       | s.t.     |
| 5    | Przemysław Niemiec  | Miche                | s.t.     |
| 6    | David Muñoz Banón   | Comunidad Valenciana | s.t.     |
| 7    | Radoslav Rogina     | Perutnina Ptuj       | s.t.     |
| 8    | Amets Txurruka      | Barloworld           | s.t.     |
| 9    | Pedro Arreitunandia | Barloworld           | s.t.     |
| 10   | Ezequiel Mosquera   | Comunidad Valenciana | s.t.     |